# كارين فيندلاي
كارين فيندلاي (بالإنجليزية: Karen Findlay)‏ هي لاعبة اتحاد الرغبي بريطانية، ولدت في 27 مايو 1968 في Moray ‏ في المملكة المتحدة.